# Linoa
Linoa est un prénom féminin.

## Sens et origine du prénom
- Prénom féminin d'origine haïtienne qui signifie "Lumière de la terre".

- Prénom féminin d'origine hébraïque qui signifie "Mouvement divin".
- En Hawaïen, "linoa" signifie "solidement lié, fermement attaché"[1]

Sa fête est généralement souhaitée le 13 décembre, jour de Sainte Lucie qui vient, comme sa variante Lucienne, de lux, lucis : la lumière.

## Prénom de personnes célèbres et fréquence
- Linoa Heartilly est l'héroïne du jeu vidéo Final Fantasy VIII
- Prénom peu usité en France[2].